# Блэквелл, Крис
Крис Блэ́квелл (или Крис Блэ́куэлл, англ. Chris Blackwell, род. 22 июня 1937) — британский музыкальный продюсер, видный деятель музыкальной индустрии, основатель лейбла звукозаписи Island Records. Считается главным «виновником» обретения музыкой регги мировой популярности.
В 2001 году Крис Блэквелл был принят в Зал славы рок-н-ролла (в категории «Неисполнители»).

## Биография
Крис Блэквелл родился в Лондоне, но в детстве жил на Ямайке. В 10 лет его отправили в Лондон учиться. В 1955 году он вернулся на Ямайку. Работал на разных работах, включая области продажи недвижимости и сдачи скутеров внаём, также работал ассистентом губернатора Ямайки. Однажды он услышал джазовый  ансамбль слепого пианиста Лэнса Хейварда и решил его записать и так, вложив в дело 1000 долларов, основал собственный лейбл Island Records. Джазовый альбом Хейварда и стал первым релизом нового лейбла. В 1960 году Блэквелл занялся выпуском записей ямайской популярной музыки и вскоре уже имел в своём активе хит номер 1 на Ямайке — песню «Little Sheila» в исполнении Лорена Эйткена. В 1962 году переехал в Лондон и открыл там офис. Там лейбл добился успеха в своём нишевом рынке — ямайской музыке.